# Sitja (grup)
Sitja fou un grup format el 2002 a Vila-real, País Valencià, on es dissolgué a finals de 2018. Tot i que sorgí del folk més refinat, amb el temps el seu so anà travessant camins més experimentals fins a decantar-se cap a un format pop-folk de caràcter independent. En la seva disposició, el grup barrejà instruments tradicionals amb sons electrònics, la qual cosa portà a classificar el seu so a camí entre l'indie-pop i el folk experimental.

## Història

### Sona9 iLa placeta de l'Orat
Sitja començà com a banda folk sumant-se a les files de la fusió mediterrània aleshores en alça. Debutà a l'escena musical el 2004 rere ser primer finalista valencià del concurs Sona9 en la modalitat folk/noves tendències. Resultat d'aquesta fita nasqué La Placeta de l'Orat (Cambra Records), primer enregistrament discogràfic on comptà amb les col·laboracions de Miquel Gil i Pep Gimeno “Botifarra” entre d'altres artistes.

### Musicabulari[1]
El 2007 el grup fou becat per l'INJUVE i Sitja anà presentant el seu treball per diferents festivals del país. Rere dos anys de silenci dedicats a la tasca etnogràfica i a la reflexió sobre els fonaments de la música tradicional, la banda realitzà un gir introspectiu que l'abocà a centrar-se plenament en la música d'arrel valenciana; moment què abandonà el camp de la fusió i es decantà per l'experimentació més radical amb la seva pròpia música.
Fou així com, el 2009, nasqué Musicabulari (Cambra Records), treball multidisciplinari que barrejà etnografia, música, poesia i el disseny gràfic de la mà de Pascual Arnal (Plom! gràfic). Musicabulari possibilità el reconeixement general de la crítica pel seu innovador tractament de la música d'arrel, i permeté al grup consolidar-se com a referent dintre del panorama folk valencià.

### Taller d'Interpretacions Intempestives iGood Laboratory Practices[2][3]
En 2011, Sitja decidí fer un pas més en la seva experimentació en la música d'arrel i encetà el Taller d'Interpretacions Intempestives. Fou un projecte de reflexió filosòfica —de base fenomenològica i intenció hermenèutica— sobre el treball etnogràfic i creatiu. El taller es mantingué obert dos anys i anà plasmant, sota la forma de diari de camp, les reflexions necessàries per generar un nou producte artístic en base d'arrel tradicional.

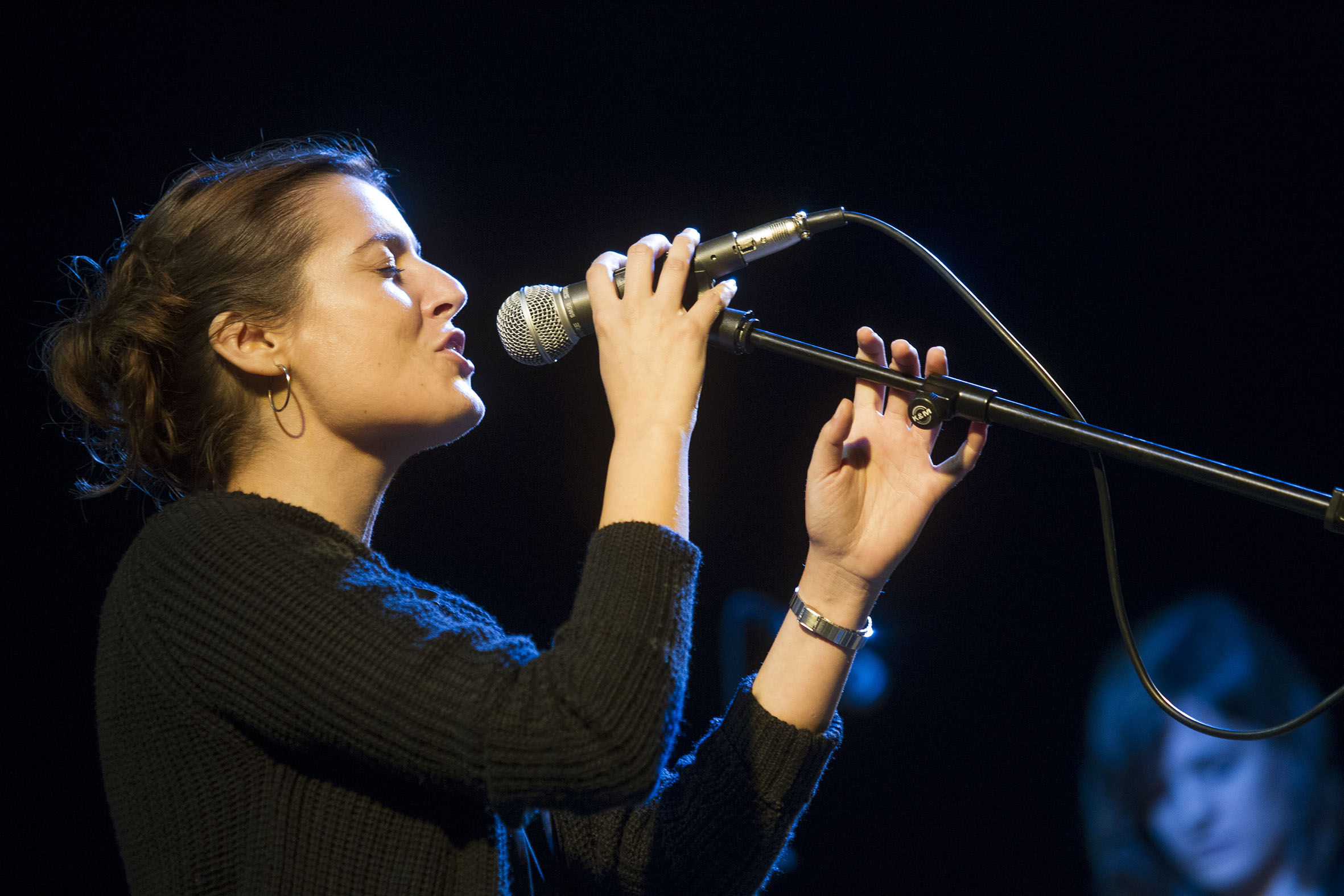
Elena Mezquita, el 2014.

El taller es tancà a 2013 amb la replega d'un decàleg de bones pràctiques que prengué forma d'enregistrament musical, el tercer de la banda i que veié la llum el 2014: Good Laboratory Practices (Lemon Songs). En ell, paradoxalment, la banda es decantà cap un so de caràcter indie-pop el qual li permeté prendre la suficient distància com per a retrobar-se amb la seva originaria vessant folk, un camí de sortida per refermar les pròpies arrels. Masteritzat a Chicago per Carl Saff (Balmorhea i Coco Rosi), comptà amb col·laboracions com Ramon Godes (Coyote, Malevaje) o Fèlix Gimeno (Les Deesses mortes i Sánchez) fent de Good Laboratory Practices el millor exemple de la maduresa adquirida per la banda en la seva trajectòria.

### Sidereus nuncius
En 2015, rere tancar el Taller d'Interpretacions Intempestives i haver presentat les conclusions, Sitja donà un darrer pas: Sidereus nuncius (Lemon Songs). Setze anys després de la seua creació, la banda es plantejà el que serà el seu projecte de consumació. Amb un manifest expressat a través de la música descriptiva i el paisatgisme sonor, Sitja mira de compendiar en un noticiari allò que l'experiència dels seus viatges musicals li ha anat concedint, la possibilitat de fer una darrera descàrrega amb la qual saldar el tribut a tota una existència dedicada a l'experimentació musical. Sidereus nuncius es presentà, així, ja en 2018, com un compendi de música programàtica on desplegar un viatge nostàlgic, un itinerari amb el qual recórrer els pensaments i records de la banda en una transició que explora cada racó de la seua particular manera d'entendre el món, una constant confrontació dialèctica entre la ipseïtat i la diferència, un relat que gravita sobre unes definides arrels valencianes tot i ser constantment empentat per una irrefrenable força centrífuga cap un enfora inescrutable. De la mà dels productors Ramon Godes i Xavi Muñoz i repetint la masterització de Carl Saff, Sitja presentà amb Sidereus nuncius el seu treball de comiat.
El darrer concert fou a Vila-real, el dia 11 de novembre de 2018, a la mateixa localitat on, 16 anys abans, es fundà la banda.

## Reconeixement
En 2010 Musicabulari arribà a sonar a la BBC britànica i el disc és considerat per la revista Sons de la Mediterrània (Grup Enderrock) com un dels deu millors de l'any, també pels seguidors del web nomepierdoniuna. El mateix any el grup obté dues nominacions als Premis Ovidi Montllor de la música valenciana com a millor disc folk per Musicabulari i millor lletra per «Eres i no eres» (de Musicabulari).
En 2012 la banda rebé el premi Onda Cero a la Música pel "seu treball en la investigació i desenvolupament de les músiques d'arrel". En 2014, Good Laboratory Practices va rebre el guardó a millor disc folk en els Premis Ovidi Montllor de la música valenciana i va ser finalista en les categories de millor lletra amb «Laussedat», millors arranjaments i producció, i millor disseny. Així mateix, va fou reconegut com un dels deu millors discos de l'any per revistes com Beat València o nomepierdoniuna.
En 2018, Sidereus Nuncius va repetir la línea de GLP entrant als llistats de millors discos de l'any per revistes com la citada Beat València, alicantelivemusic i nomepierdoniuna.

## Membres[calcitació]
- Elena Mezquita (veu i sintetizador).
- Jordi Montesó (llaüt i citra).
- Núria Gil (flauta i teclats).
- Joan Gil (baix elèctric).
- Víctor Pesudo (bateria i percussions).

## Discografia[9]

### Treballs d'estudi
| • La placeta de l'Orat (2004) |
| --- |
| (Cambra Records) 1. Governants a la mar?, 5:14 2. Qui és foll i qui sensat?, 4:18 3. Giornidi Calabria, 2:19 4. Cançó sobre llances de paper mullar, 3:29 5. La mort d'en Climent, 3:52 6. Petenera, 6:11 7. Bolero pla, 3:31 8. Xixarra, 3:05 9. La veu d'un poble, 4:25 10. Ingrid, 4:35 11. Pla hidroil·lògic, 4:16 12. Hassaposerviko, 2:31 |

| • Musicabulari (2009) |
| --- |
| (Cambra Records) 1. ...sobre els valencians, 1:10 2. Els Albaders, 5:21 3. Terra per ignots, 5:51 4. Ludibrins, 3:54 5. Eres i no eres, 4:28 6. 1932, 4:53 7. Musicabulem!, 10:40 8. El bressol incunable, 5:19 9. Parlem amb particularitat, 2:11 10. Solatges, 4:41 11. Cervera, 3:49 12. Aigua, 4:43 13. Ponent, 6:55 |

| • Good Laboratory Practices (2014) |
| --- |
| (Lemon Songs) 1. Reducció, 5:05 2. Heisenberg, 6:20 3. Russell, 4:25 4. Ørsted, 4:11 5. Kepler, 4:52 6. Resituació, 6:34 7. Lippershey, 5:33 8. Laussedat, 3:30 9. Itard, 3:57 10. Cooper, 3:33 11. Interpretació intempestiva, 4:32 |

| • Sidereus Nuncius (2018)                                                       |
| ------------------------------------------------------------------------------- |
| (Lemon Songs) 1. Egle, Erícia, Héspera 2. Tàrtar 3. Píndar 4. SN2017stj 5. M111 |

### Altres[calcitació]
- Esclat. Enderrock (2004).
- VII Fira de Música al Carrer de Vila-seca (2006).
- II Llotja de Música Urbana (2007).
- De la terra (2007).
- El COM amb CaRevolta (2008).
- XII Mediterrània. Fira d'Espectacles d'arrel Tradicional de Manresa (2009).
- IV Llotja de Música Urbana (2009).
- Dona la nota (2011).
- La Gira. El disc de la Música en Valencià, vol.IX (2015).
- El Nadal del poble (2017).